# زنان در مجلس شورای اسلامی

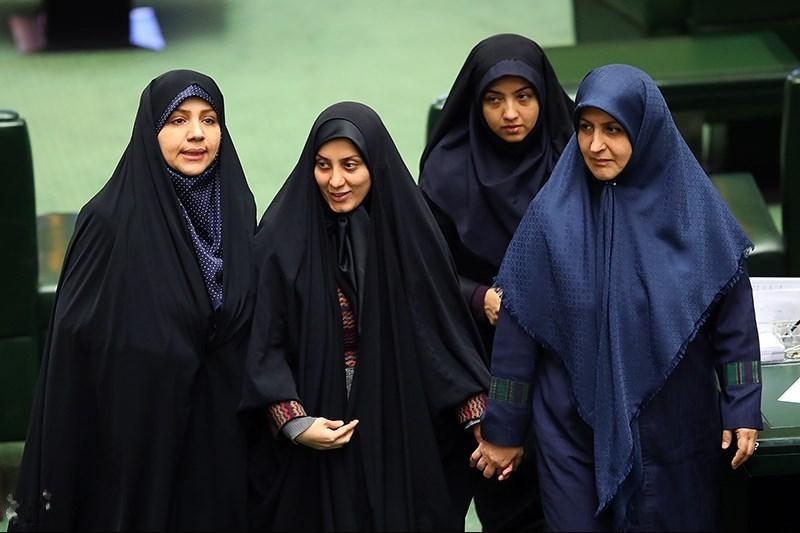
برخی از نمایندگان زن مجلس دهم

در ۱۱ دوره مجلس شورای اسلامی، ۷۸ زن موفق به کسب ۱۱۱ کرسی در دوره‌های مختلف شده‌اند. برخی از این زنان در دوره‌های بعدی از سوی شورای نگهبان رد صلاحیت شدند، برخی موفق به کسب آرای لازم برای حضور مجدد در مجلس نشدند، برخی زندانی یا از ایران خارج شدند و برخی دیگر اما در تلاش برای راه‌یابی دوباره به مجلس هستند. در مجلس کنونی ۱۶ زن از ۱۳ حوزه انتخابیه حضور دارند.
نمایندگان زن مجلس همگی از حوزه‌های مسلمانان کشور بودند و در هیچ‌یک از دوره‌ها نماینده زنی از اقلیت‌های دینی و مذهبی در مجلس حضور نداشته‌است. بیش از ۱۳ نماینده زن از بستگان نزدیک چهره‌های سیاسی و با نفوذ در قدرت سیاسی ایران بوده‌اند. سهیلا جلودارزاده و مریم بهروزی از حوزه انتخابیه تهران و نیره اخوان بی‌طرف از حوزه انتخابیه اصفهان هر یک با حضور در ۴ دوره از مجلس، رکورددار حضور در مجلس هستند. فاطمه رهبر نیز در مجموع در ۴ دوره منتخب شد اما مرگ او مانع حضور او در چهارمین دوره شد.
حوزه انتخابیه تهران، ری، شمیرانات، اسلامشهر و پردیس با داشتن ۵۷ کرسی زن در دوره‌های مختلف مجلس، رکورددار حضور زنان است. حوزه‌های اصفهان، مشهد و کلات و تبریز، آذرشهر و اسکو، به ترتیب با داشتن ۸، ۷ و ۴ کرسی زن در رتبه‌های بعدی قرار دارند. استان تهران با داشتن ۵۷ کرسی زن، از این نظر در کشور رکورددار است و پس از آن استان‌های اصفهان، خراسان رضوی و آذربایجان شرقی به ترتیب با ۱۲، ۹ و ۷ کرسی قرار دارند. استان‌های خراسان جنوبی، خراسان شمالی، خوزستان، قم، کهگیلویه و بویراحمد، گلستان، مازندران، هرمزگان و یزد تاکنون در هیچ دوره‌ای نماینده زن را راهی مجلس نکرده‌اند.

## پیش‌زمینه

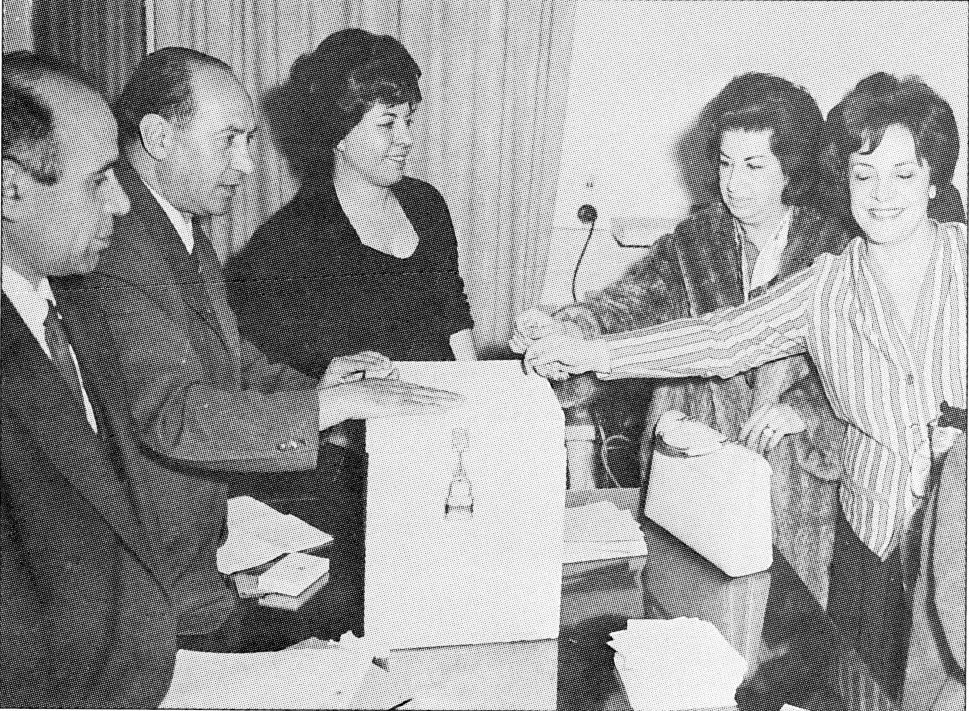
زنان پای صندوق‌های رای در سال ۱۳۴۲

با تصویب قانون انتخابات در دوره نخست مجلس شورای ملی، نخستین گروهی که از حق رأی و همچنین از انتخاب شدن و انتخاب کردن منع شدند، زنان بودند. محمدتقی وکیل‌الرعایا، نماینده همدان، تنها نماینده‌ای بود که در مجلس دوم این قانون را به پرسش گرفت.
در سال ۱۳۴۱ (۱۹۶۲ میلادی)، لایحه انجمن‌های ایالتی و ولایتی در هیئت دولت ایران به تصویب رسید. بر اساس این لایحه، زنان اجازه شرکت در انتخابات و نامزد شدن برای انتخابات را پیدا می‌کردند. روح‌الله خمینی جلسه‌ای در قم تشکیل داد و سرانجام تصمیم به ارسال تلگراف به محمدرضا شاه پهلوی در جهت به مخالفت با سه بند لایحه انجمن‌های ایالتی و ولایتی از جمله اعطای حق رای به زنان ایرانی گرفت که اصل مربوط به حق رأی زنان از مهم‌ترین اعتراضات وی بود. حامیان او بعدها این استدلال را کردند که در همان زمان او بارها بر این تأکید کرد که با اصل حق رای زنان مشکلی ندارد بلکه با سیاست‌هایی محمدرضا که آنان را به فساد می‌کشاند مخالفت دارد.
محمدرضاشاه، تصمیم‌گیری در این مورد را به دولت اسدالله علم واگذار کرد. سرانجام حق رای زنان در ایران در ۱۲ اسفند ۱۳۴۱ به رسمیت شناخته شد. در آستانه انقلاب ۱۳۵۷، آیت‌الله خمینی با چرخش نظر خود مشارکت سیاسی و اجتماعی زنان را مطابق قوانین با اسلام تلقی کرد و نه تنها با مشارکت سیاسی زنان مخالفتی نکرد بلکه آن را تقویت و زنان را قهرمانان و طلیعه‌داران این پیروزی معرفی کرد.

## پیشینه

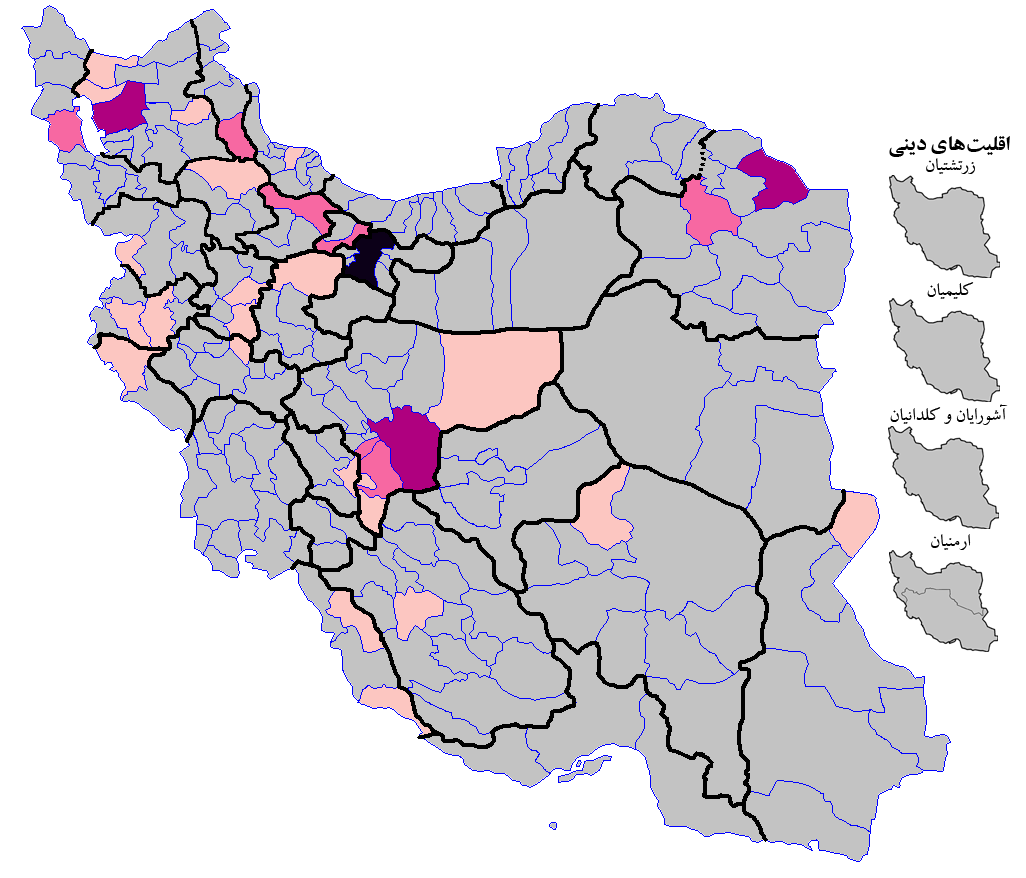
شمار کرسی‌های زنان در مجلس شورای اسلامی بر پایه حوزه انتخابیه راهنما:
۱
۲
۴–۸
۵۷

در دوره‌های مختلف مجلس شورای اسلامی ایران، میزان حضور زنان همواره متغیر بوده‌است. مجلس دهم با دارا بودن هفده نماینده زن رکورددار حضور زنان در مجلس است. پس از انقلاب تعداد زنان در ادوار مختلف تا پیش از دوره دهم مجلس هیچ‌گاه به دو رقم نرسید. کم بودن تعداد زنان منتخب تأثیر گذاری آن‌ها در برابر تصمیماتی که مردان برای زنان می‌گرفتند را کم رنگ می‌کرد.
در هر یک از اولین، دومین و سومین دوره‌های مجلس شورای اسلامی، ۴ نامزد زن و در مجموع ۱۲ زن که همگی از تهران بودند، توانستند به عنوان منتخبین حوزه انتخابیه خود روانه مجلس شوند. در مجلس چهارم، ۹ زن توانستند به مجلس راه یابند و برای نخستین بار در کشور، زنی از حوزه‌ای به غیر از تهران به مجلس راه یافت. مجلس پنجم دارای ۱۴ زن، ششم و هفتم هر یک ۱۳، هشتم ۸ و نهم نیز ۹ زن بودند.
در دهمین دوره مجلس با آماری بی‌سابقه از حضور زنان در تاریخ مجلس شورای اسلامی ایران، نهایتاً در مرحله اول ۱۳ نفر و در مرحله دوم ۴ نفر از نامزدان زن به نمایندگی مجلس دهم رسیدند. ضمن آنکه شورای نگهبان چند هفته پس از انتخابات مرحله اول، مینو خالقی، یکی از منتخبین اصلاح‌طلب زن را رد صلاحیت کرده و آرای او را ابطال نمود و او با روند حقوقی-سیاسی پرحاشیه نهایت به نمایندگی مجلس نرسید. نهایتاً مجلس دهم با ۱۷ نماینده زن که ۱۴ تن از آنها گرایش اصلاح‌طلبی و اعتدال‌گرایی دارند، رکورد مجلس شورای اسلامی را زد. همراه با آغاز به کار همایش فراکسیون امید، به رهبری محمدرضا عارف، هر ۱۸ منتخب زن مجلس دهم در این همایش حضور یافته بودند و به عضویت فراکسیون امید درآمده بودند.
مجلس یازدهم نیز دارای ۱۶ نماینده زن است. فاطمه رهبر، منتخب حوزه تهران، از جمله منتخبینی بود که مرگ در اثر بیماری کرونا اجازه ورود به مجلس را به او نداد و با در نظر گرفتن او، این مجلس نیز می‌توانست دارای ۱۷ نماینده زن باشد.

## فراکسیون زنان
فراکسیون زنان در سال ۱۳۷۹ در مجلس ششم و برای مسائل مرتبط با زنان و خانواده تشکیل شد. این فراکسیون در مجلس‌های هفتم و هشتم و نهم به دلیل غلبه محافظه‌کاران به حاشیه رانده و کارکرد آن کمابیش حفظ شد؛ هرچند نمایندگان زن ساختار آن را حفظ کردند. با آغاز به کار مجلس دهم، انتظار می‌رفت فعالیت‌ها و عملکرد فراکسیون زنان بهبود یابد هرچند تلاش‌های آنان مورد پذیرش قرار نگرفت؛ هرچند برخی از اعضای فعال آن همانند پروانه سلحشوری، فاطمه سعیدی و طیبه سیاوشی به چهره‌های شاخص در عرصه سیاست تبدیل شدند.
فراکسیون زنان در مجلس یازدهم با ریاست فاطمه قاسم‌پور، نماینده تهران، شکل گرفت. فاطمه رحمانی از حوزه انتخابیه مشهد و کلات نیز به عنوان نایب رئیس اول و فاطمه مقصودی از حوزه انتخابیه بروجرد به عنوان دبیر اول انتخاب شدند. سارا فلاحی از حوزه انتخابیه ایلام، ایوان، شیروان، چرداول و مهران نیز سخنگوی این فراکسیون است.

## نمایندگان

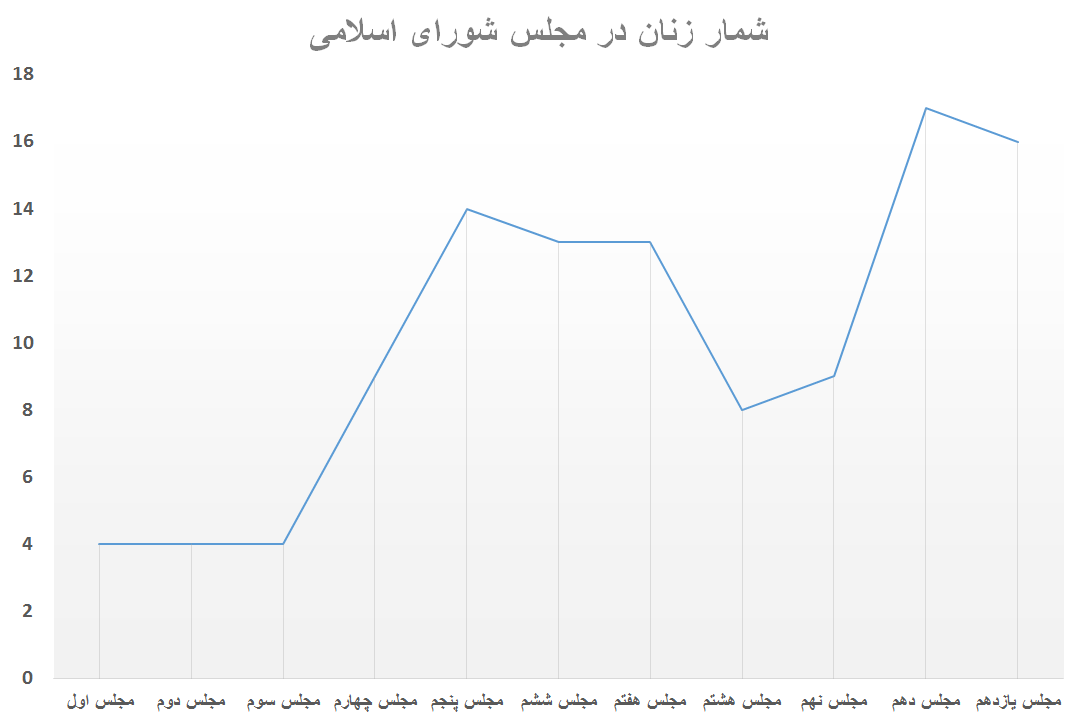
نمودار حضور زنان در دوره‌های مختلف مجلس شورای اسلامی

در ۱۱ دوره مجلس شورای اسلامی، ۷۸ زن موفق به کسب ۱۱۱ کرسی در دوره‌های مختلف شده‌اند. دوره های اول، دوم و سوم هر یک با ۴ نماینده دارای کم‌ترین و دوره دهم با ۱۷ نماینده دارای بیشترین تعداد نمایندگان زن هستند. شمار نمایندگان زن در هر دوره به شرح زیر است.
| سال                 | کرسی‌ها       | +/–     | منبع   |
| ------------------- | ------------ | ------- | ------ |
| انقلاب اسلامی ایران |              |         |        |
| ۱۳۵۹                | ۴ / ۲۷۰(1%)  | —       | [ ۱۶ ] |
| ۱۳۶۳                | ۴ / ۲۷۰(1%)  | بی‌تغییر | [ ۱۶ ] |
| ۱۳۶۷                | ۴ / ۲۷۰(1%)  | بی‌تغییر | [ ۱۶ ] |
| ۱۳۷۱                | ۹ / ۲۷۰(3%)  | ۵       | [ ۱۶ ] |
| ۱۳۷۴                | ۱۴ / ۲۷۰(5%) | ۵       | [ ۱۶ ] |
| ۱۳۷۸                | ۱۳ / ۲۹۰(4%) | ۱       | [ ۱۶ ] |
| ۱۳۸۲                | ۱۳ / ۲۹۰(4%) | بی‌تغییر | [ ۱۶ ] |
| ۱۳۸۶                | ۸ / ۲۹۰(3%)  | ۵       | [ ۱۶ ] |
| ۱۳۹۰                | ۹ / ۲۹۰(3%)  | ۱       | [ ۱۷ ] |
| ۱۳۹۴                | ۱۷ / ۲۹۰(6%) | ۸       | [ ۱۸ ] |
| ۱۳۹۸                | ۱۶ / ۲۹۰(6%) | ۱       | [ ۲ ]  |